# 虎门炮台
虎门炮台位于中国广东省境内的珠江入海口，为鸦片战争时期的抗英遗址。

## 历史
其始建于清朝康熙五十六年（1717年），后来陆续增建，包括城垛、炮洞、兵房、火药局等设施，均用砖、石、灰沙构筑。鸦片战争前夕，林则徐、鄧廷楨、怡良、关天培等，为防备英军侵略，将虎门11座炮台分为三重门户设置：以沙角、大角炮台为第一门户；南山威远、靖远、镇远、横档、永安、巩固炮台为第二门户；大虎炮台为第三门户；并以新涌、蕉门炮台为左右两翼，共设铁炮300多门。第一次鸦片战争虎门之战失陷后被英军毁坏。
道光二十三年(1843年)，清政府重修虎门炮台。第二次鸦片战争期间，又被英、法军队捣毁。光绪年间再次重修。
1982年2月23日入选第二批全国重点文物保护单位，1997年6月被中宣部定为全国爱国主义教育示范基地。

## 列表
以下为全国重点文物保护单位“林则徐销烟池与虎门炮台旧址”的文保点：
| 名称                   | 时代                     | 地址                                                                                     |
| ---------------------- | ------------------------ | ---------------------------------------------------------------------------------------- |
| 林则徐销烟池旧址       | 1839年                   | 东莞市虎门镇镇口社区南海滩 22°49′36″N 113°39′18″E / 22.82665°N 113.65500°E               |
| 义勇之冢               | 清光绪十一年（1885年）   | 东莞市虎门镇镇口社区大人山山腰                                                           |
| 广东水师提督署寨墙旧址 | 清康熙十九年（1680年）   | 东莞市虎门镇镇口社区大人山 22°49′43″N 113°39′57″E / 22.82873°N 113.66570°E               |
| 玉虚古庙               |                          | 东莞市虎门镇镇口社区 22°49′41″N 113°39′18″E / 22.82800°N 113.65495°E                     |
| 威远炮台旧址           | 1717年                   | 东莞市虎门镇南面社区南山 22°47′54″N 113°37′14″E / 22.79833°N 113.62054°E                 |
| 靖远炮台旧址           | 1839年                   | 东莞市虎门镇南面社区南山山腰 22°47′58″N 113°37′20″E / 22.79957°N 113.62236°E             |
| 镇远炮台旧址           | 1815年                   | 东莞市虎门镇南面社区南山 22°48′10″N 113°37′01″E / 22.80278°N 113.61686°E                 |
| 蛇头湾炮台旧址         | 1843年                   | 东莞市虎门镇南面社区蛇头湾山顶 22°48′19″N 113°36′55″E / 22.80524°N 113.61516°E           |
| 山顶营旧址             | 1843年                   | 东莞市虎门镇南面社区南山顶 22°48′17″N 113°37′16″E / 22.80464°N 113.62107°E               |
| 定洋炮台旧址           | 1881年                   | 东莞市虎门镇九门寨社区鹅山山脚 22°47′12″N 113°39′16″E / 22.78670°N 113.65450°E           |
| 沙角山炮台门楼旧址     | 1884年                   | 东莞市虎门镇沙角社区沙角炮台内 22°45′40″N 113°39′29″E / 22.76102°N 113.65807°E           |
| 沙角濒海台旧址         | 1885年                   | 东莞市虎门镇沙角社区沙角炮台内 22°45′41″N 113°39′27″E / 22.76142°N 113.65748°E           |
| 沙角临高台旧址         | 1885年                   | 东莞市虎门镇沙角社区扯旗山山腰 22°45′38″N 113°39′29″E / 22.76060°N 113.65792°E           |
| 沙角捕鱼台旧址         | 1883年                   | 东莞市虎门镇沙角社区捕鱼山 22°45′23″N 113°39′32″E / 22.75625°N 113.65881°E               |
| 沙角仑山炮台旧址       | 1884年                   | 东莞市虎门镇沙角社区仑山                                                                 |
| 沙角旗山炮台旧址       | 1883—1889年              | 东莞市虎门镇沙角社区沙角电厂内旗山上 22°44′44″N 113°40′23″E / 22.74556°N 113.67306°E     |
| 节兵义坟               | 清道光二十三年（1843年） | 东莞市虎门镇沙角社区百草山山麓 22°45′44″N 113°39′32″E / 22.76213°N 113.65887°E           |
| 沙角迎薰门旧址         | 清                       | 东莞市虎门镇沙角社区沙角炮台内                                                           |
| 林公则徐纪念碑         | 民国                     | 东莞市虎门镇沙角社区沙角炮台缴烟码头广场 22°45′42″N 113°39′27″E / 22.76169°N 113.65743°E |
| 上横档炮台             | 清光绪十年（1884年）     | 南沙区南沙街道南北台社区 22°47′49″N 113°36′27″E / 22.79681°N 113.60760°E                 |
| 大角炮台               | 清光绪十一年（1885年）   | 南沙区南沙街道鹿颈村 22°45′30″N 113°37′00″E / 22.75833°N 113.61670°E                     |
| 蒲洲炮台               | 清光绪十一年（1885年）   | 南沙区南沙街道鹿颈村 22°46′06″N 113°36′40″E / 22.76826°N 113.61112°E                     |
| 下横档炮台             | 清光绪八年（1882年）     | 南沙区南沙街道南北台社区 22°47′23″N 113°36′38″E / 22.78964°N 113.61051°E                 |
| 大虎炮台遗址           | 清道光二十三年（1843年） | 南沙区黄阁镇小虎村 22°49′42″N 113°34′49″E / 22.82846°N 113.58014°E                       |